# Gisela Schwarz (Politikerin, 1943)
Gisela Schwarz (* 12. November 1943 in Wesermünde, heute Bremerhaven) ist eine bremische Politikerin (SPD) und ehemalige Abgeordnete der Bremischen Bürgerschaft.

## Biografie

### Ausbildung und Beruf
Schwarz machte nach ihrem Abitur eine Berufsausbildung zur Diplom-Finanzwirtin. Von 1966 bis 1990 war sie Sachbearbeiterin in der Steuerverwaltung, davon 18 Jahre als Betriebsprüferin. Seit 1991 war sie als Personalratsvorsitzende von ihren übrigen Dienstpflichten freigestellt. Aufgrund § 29 des bremischen Abgeordnetengesetzes ruhte das Dienstverhältnis für die Dauer der Mitgliedschaft in der Bürgerschaft.
Mitglied der Deutschen Steuer-Gewerkschaft ist sie seit 1964.

### Politik
Schwarz ist Mitglied der SPD.
Von Juni 1999 bis Mai 2007 war sie Mitglied der Bremischen Bürgerschaft. Sie war in folgenden Ausschüssen vertreten:
- Ausschuss für Bundes- und Europaangelegenheiten, internationale Kontakte und Entwicklungszusammenarbeit
- Ausschuss für die Gleichberechtigung der Frau
- Betriebsausschuss Stadtbibliothek Bremen und Bremer Volkshochschule
- Entsorgungsbetriebsausschuss
- Rechtsausschuss
- Landeshafenausschuss

Daneben war sie Mitglied der Städtischen Deputation für Kultur.

### Weitere Mitgliedschaften
Schwarz ist Mitglied im Rundfunkrat von Radio Bremen und Mitglied des Programmbeirats bei ARTE. Im Deutschen Beamtenbund ist sie Vorsitzende der Frauenvertretung Bremen und Beisitzerin im Landesvorstand.